# Wejherowo (gemeente)
De gemeente Wejherowo is een landgemeente in het Poolse woiwodschap Pommeren, in powiat Wejherowski.
De gemeente bestaat uit 16 administratieve plaatsen solectwo: Bieszkowice, Bolszewo, Gniewowo, Gościcino, Gowino, Góra, Kąpino, Kniewo, Łężyce, Nowy Dwór Wejherowski, Orle, Reszki, Sopieszyno, Ustarbowo, Warszkowo, Zbychowo
De zetel van de gemeente is in Wejherowo.
Op 30 juni 2006, telde de gemeente 19 009 inwoners.

## Oppervlakte gegevens
De gemeente heeft een oppervlakte van 194,08 km², waarvan:
- agrarisch gebied: 32%
- bossen: 58%

De gemeente beslaat 15,13% van de totale oppervlakte van de powiat.

## Demografie
Stand op 30 juni 2004:
| Omschrijving                   | Totaal | Totaal | Vrouwen | Vrouwen | Mannen | Mannen |
| ------------------------------ | ------ | ------ | ------- | ------- | ------ | ------ |
| eenheid                        | aantal | %      | aantal  | %       | aantal | %      |
| inwoners                       | 17 730 | 100    | 8768    | 49,5    | 8962   | 50,5   |
| bevolkingsdichtheid (inw./km²) | 91,4   | 91,4   | 45,2    | 45,2    | 46,2   | 46,2   |

In 2002 bedroeg het gemiddelde inkomen per inwoner 1396,62 zł.

## Aangrenzende gemeenten
Gdynia, Gniewino, Krokowa, Luzino, Puck, Reda, Rumia, Szemud, Wejherowo